# Georgslied

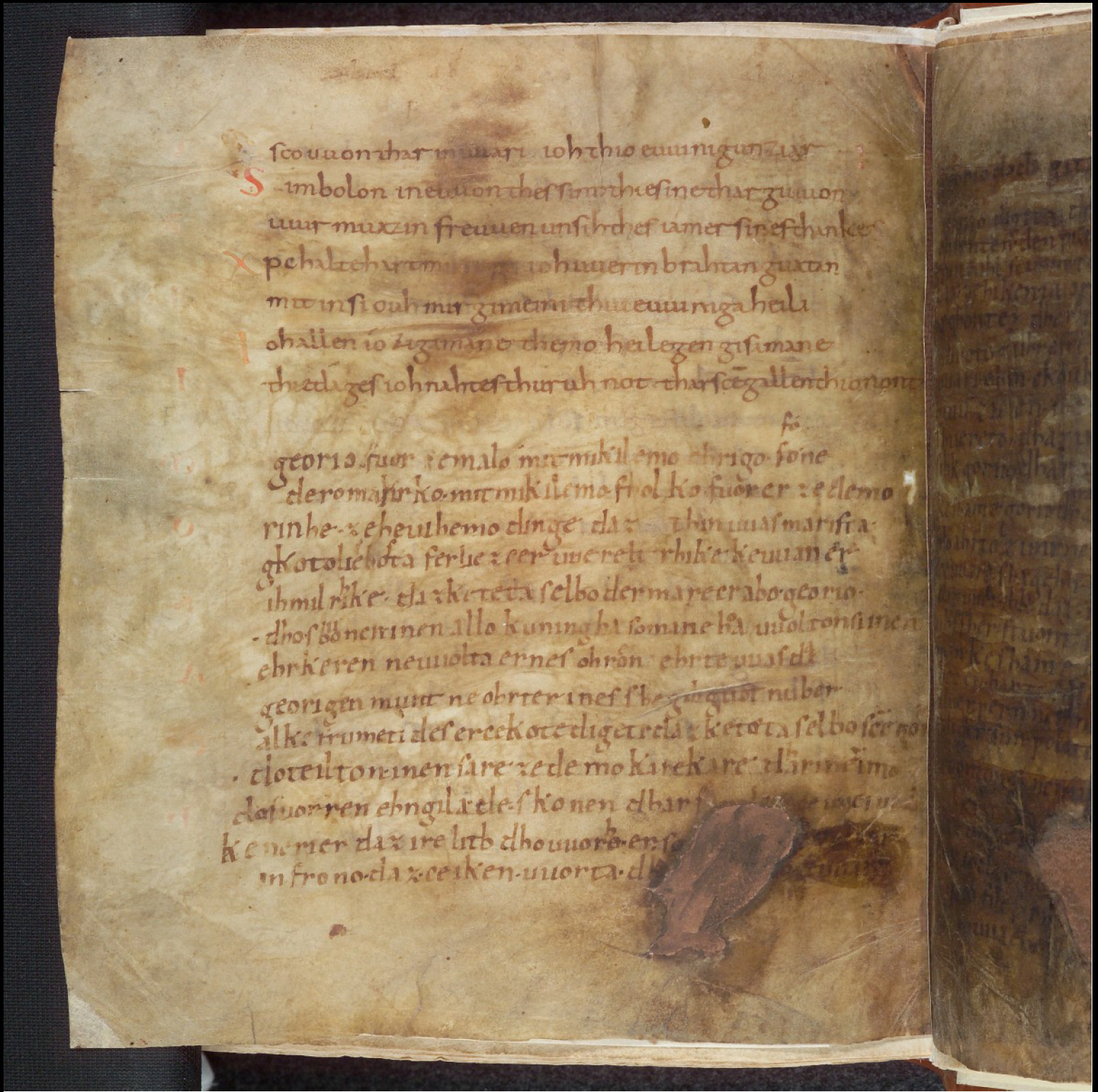
Fragmentarische Abschrift des Georgsliedes, Cpl 52, f. 200v

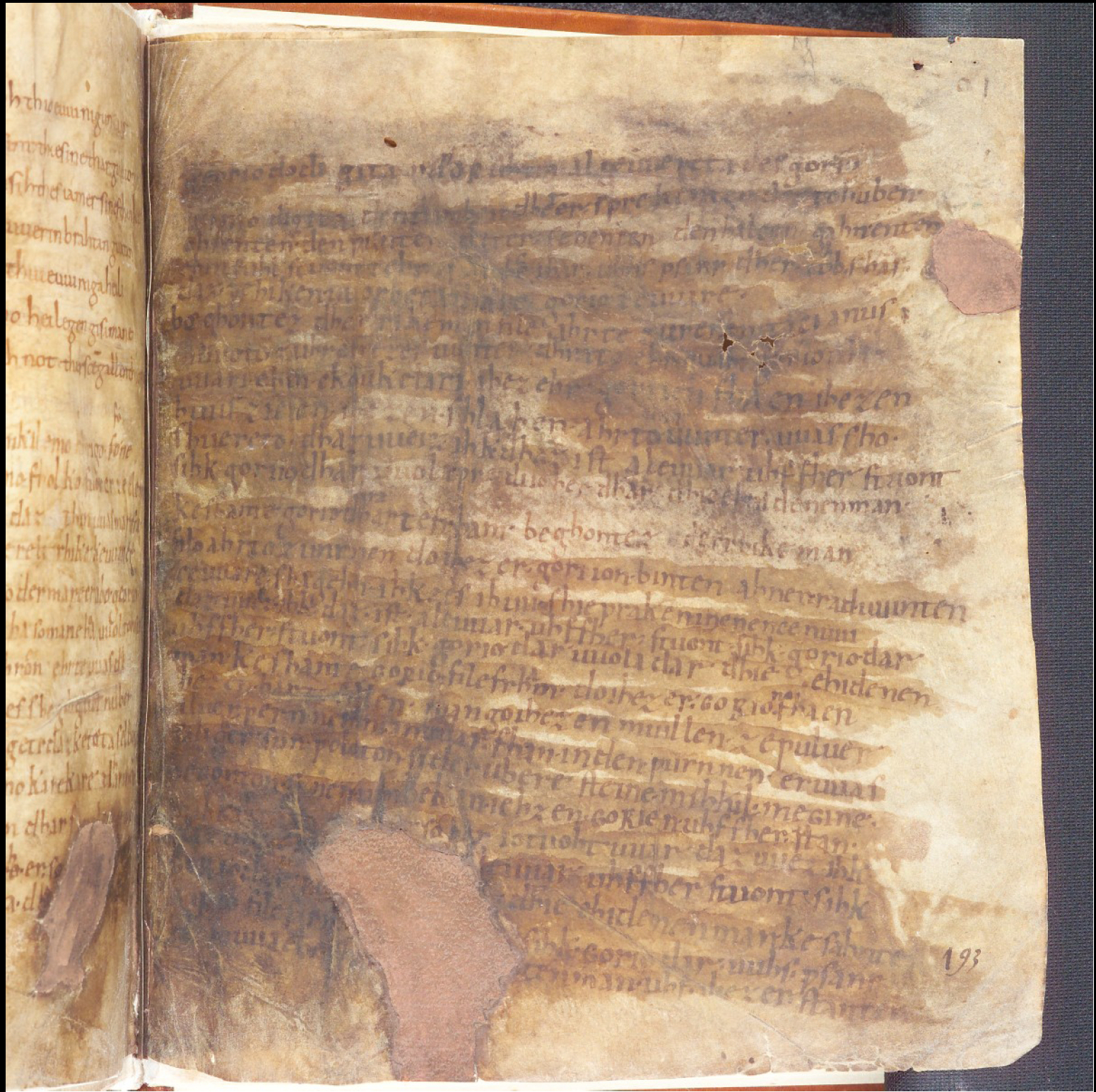
Georgslied, Cpl 52, f. 201r

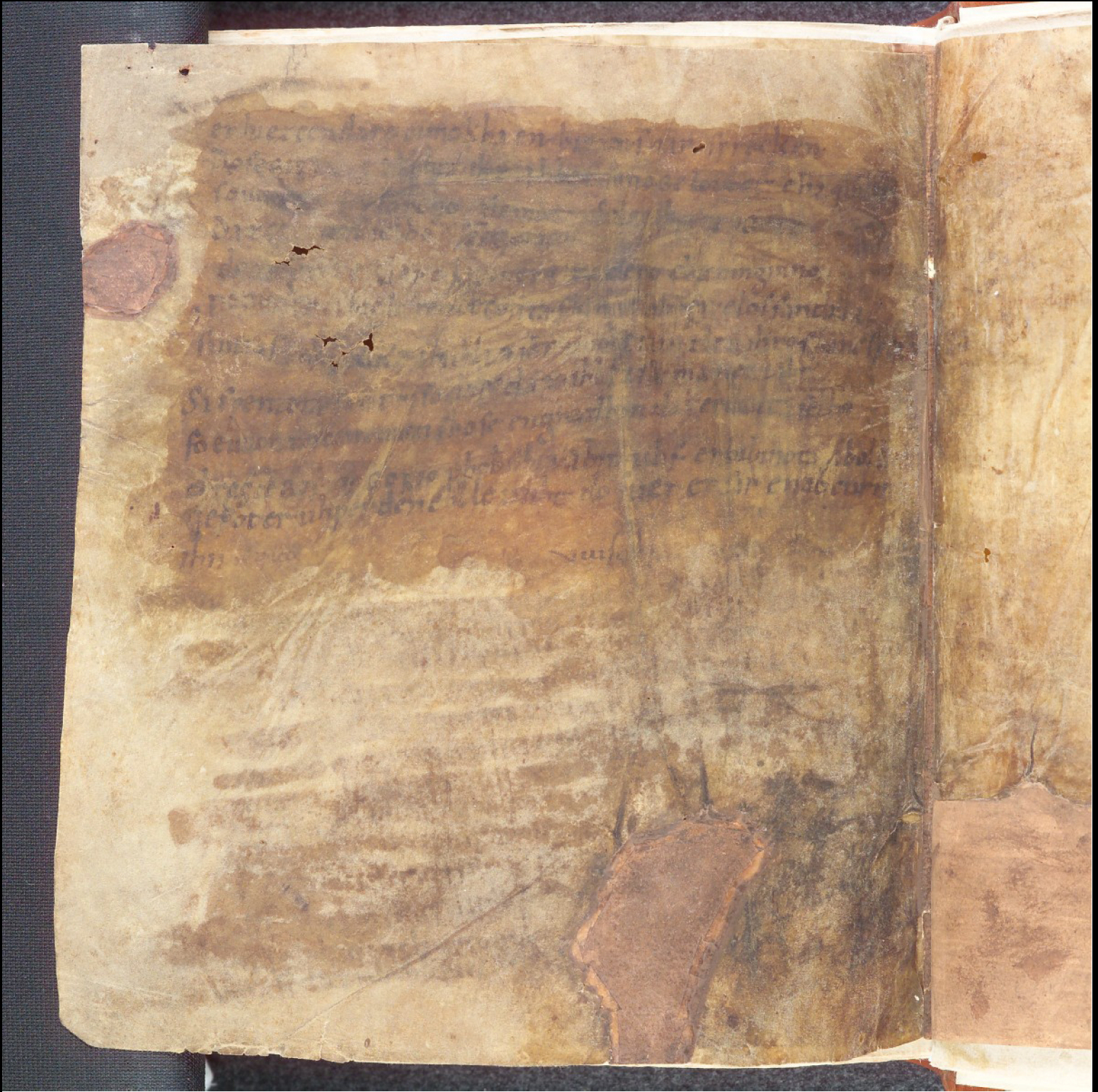
Georgslied, Cpl 52, f. 201v

Das Georgslied ist eine gegen Ende des 9. Jahrhunderts entstandene althochdeutsche Dichtung.
In eine Handschrift des ersten namentlich bekannten althochdeutschen Dichters Otfrid von Weißenburg (* ca. 800, † nach 870) trug an der Wende zum oder am Beginn des 11. Jahrhunderts ein unbekannter Schreiber die althochdeutsche Dichtung des Georgsliedes ein. Das Lied berichtet von der Bekehrung, der Verurteilung, dem Martyrium und den Wundern des kappadokischen Erzmärtyrers und Soldatenheiligen Georg, dessen Fest am 23. April gefeiert wurde und wird. Das althochdeutsche Georgslied fußt auf den im 9. Jahrhundert aufkommenden lateinischen Fassungen, die die älteste griechische Georgslegende aus dem 5. Jahrhundert verarbeiten. Vielleicht reicht das Georgslied bis zum Ende des 9. Jahrhunderts zurück, vielleicht ging der Verschriftlichung des Liedes eine längere mündliche Überlieferung voraus, vielleicht existierte aber auch eine schriftliche Vorlage. Mitunter wurde eine Verfasserschaft des Dichters Otfrid erwogen.
Das Georgslied besteht aus ca. 57 Versen in zehn überlieferten Strophen, die der Schreiber aber nur unzulänglich orthografisch wiedergegeben hat. Alemannische und fränkische Dialektmerkmale sind vorhanden, manches weist ins Rhein- und Mittelfränkische. Orthografische Ähnlichkeiten finden sich in den frühalthochdeutschen Murbacher Hymnen aus dem ersten Viertel des 9. Jahrhunderts und Glossen, die wiederum in Verbindung mit dem frühmittelalterlichen Kloster Reichenau stehen; bewusste Buchstabenumstellungen, wie sie auch im Reichenauer Verbrüderungsbuch auftreten, kommen ebenfalls vor.
Bei der Einordnung des Georgslieds in die allgemeinen Zusammenhänge der frühmittelalterlichen Georgsverehrung ist sich die (historische und germanistische) Mediävistik nicht einig. Die althochdeutsche Georgsdichtung könnte im Eifelkloster Prüm entstanden sein. Das karolingische Hauskloster hatte im Jahr 852 von Kaiser Lothar I. (840–855), dem älteren Bruder Ludwigs des Deutschen, eine Armreliquie des kappadokischen Heiligen erhalten. Damit wurde Prüm zu einem Zentrum der ostfränkischen Georgsverehrung. Doch auch eine Entstehung des Georgsliedes in Schwaben bzw. auf der Reichenau scheint nicht ausgeschlossen. Durch den Mainzer Erzbischof und Reichenauer Abt Hatto III. (891–913) gelangten Georgsreliquien nach Schwaben, u. a. das „Georgshaupt“ zur Georgskirche in Reichenau-Oberzell (896). Dass sich vom Bodenseekloster in der Folgezeit in Schwaben und darüber hinaus eine intensive Georgsverehrung ausbreitete, ist anhand der Kultlinie zu sehen, die von der Reichenau bis zum Kloster St. Georgen im Schwarzwald (1084/1085) reicht. Auch der sprachliche Befund des Georgsliedes verweist eher nach Schwaben und auf die Reichenau.